# Will Robinson
Will Robinson es un personaje de la serie de televisión Perdidos en el espacio interpretado por Billy Mumy, por Jack Johnson en la película homónima y por Maxwell Jenkins  en la serie de Netflix de 2018.

## Serie original
Will nació el 1 de febrero de 1987 en San Gabriel (California). Es un niño genio —con un coeficiente intelectual de 180— que a la edad de seis años ya cursaba tercer grado de la escuela y era capaz de desmantelar y rearmar una videocasetera y que funcionara perfectamente. Debido a su capacidad de genio tenía dificultades para socializar con niños de su edad y con ser entendido por los profesores. A lo largo de la serie desarrolla una gran amistad con el Robot y con el Dr. Smith y es el protagonista de muchos capítulos. Su actitud despreocupada y aventurarea en muchos casos es la causa de peligros para la familia. Tiene un gran sentido de lealtad, especialmente hacia el Robot y, aunque no lo merezca, el Dr. Smith. Su especialidad es la electrónica y la robótica.

## Otras versiones
En prácticamente todas las versiones hasta ahora la personalidad de Will es similar. Tanto en la película de 1998 como en el piloto de The Robinsons (serie de 2003 que no fue nunca producida) es el creador del robot como forma de defenderse de sus acosadores. En la película es interpretado por Jack Johnson, en el piloto de 2003 por Ryan Malgarini y, en la serie de Netflix de 2018, por Maxwell Jenkins.